# Movimento metabolista

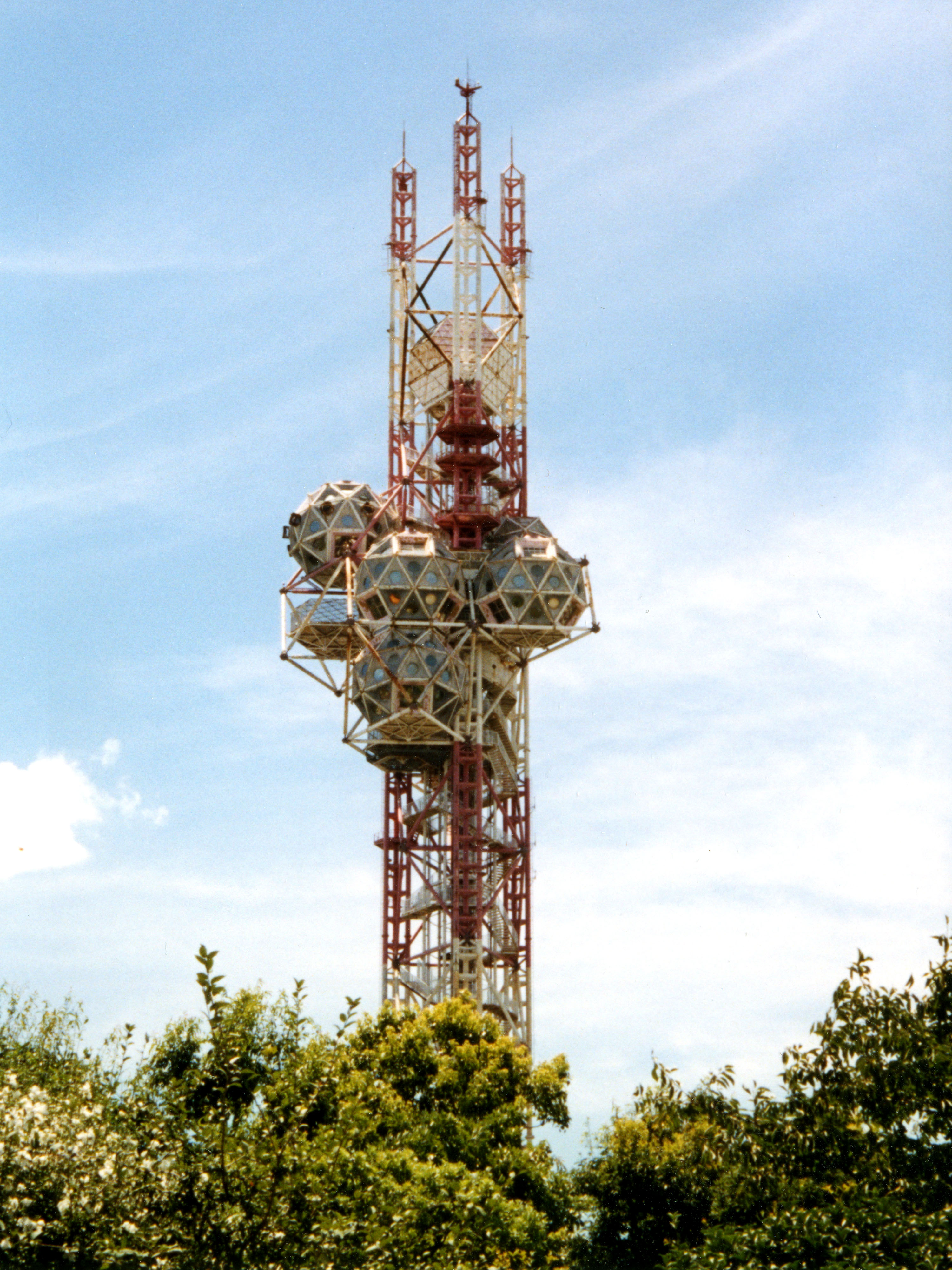
Landmark Tower,Kiyonori Kikutake, Osaka Expo, 1970

Il Movimento metabolista (新陳代謝?, shinchintaisha) è stato un movimento giapponese di avanguardia di indirizzo architettonico e urbanistico degli anni sessanta. A fondamento dell'attività del gruppo è l'intento di riferirsi, nella progettazione, a una società in continua trasformazione, rifuggendo quindi da soluzioni urbanistiche legate a modelli tradizionali e cristallizzati per dar vita a un tipo di struttura urbana duttile e mutevole, caratterizzata da un design di elevato standard qualitativo.

## Storia
Marco Biraghi scrive che «è stato un movimento di indirizzo architettonico e urbanistico formatosi in vista della World Design Conference di Tokyo del 1960 formato dagli architetti Kiyonori Kikutake, Fumihiko Maki, Masato Otaka, Takashi Asada e dal critico Noboru Kawazoe. Il gruppo è fortemente impegnato sulle tematiche della pianificazione urbana e sullo sviluppo delle metropoli giapponesi. Le soluzioni architettoniche alle quali il gruppo approda di rado vanno oltre suggestive immagini, suggestive ma prive di dettagli, restano lontane dalla possibilità di realizzazione». Nel testo City of the Future Noburu Kawazoe scrive:
A fondamento dei loro progetti vi è l'ineluttabilità della crescita della città e la coscienza che tale crescita debba avvenire tramite la tecnologia. Nel loro manifesto si legge:
A livello progettuale, i metabolisti adottano il caso ricorrente della torre alla quale sono agganciate cellule abitative, denominale "capsule". Questa idea corrisponde agli obiettivi del gruppo Metabolism che punta ad un'architettura aperta e indefinita, regolata dalle leggi della mutazione. Scrive Kisho Kurokawa:
Così come le cellule negli organismi viventi, le capsule assumono la funzione di elemento fondamentale dell'architettura metabolista che segue il medesimo percorso degli esseri viventi: nascita, sviluppo, deperimento, morte e sostituzione. La capsula non è intesa nella formulazione metabolista come uno strumento di omologazione, ma come elemento di diversificazione sociale, un rifugio che protegga la sfera individuale.

## Expo 1970 di Osaka

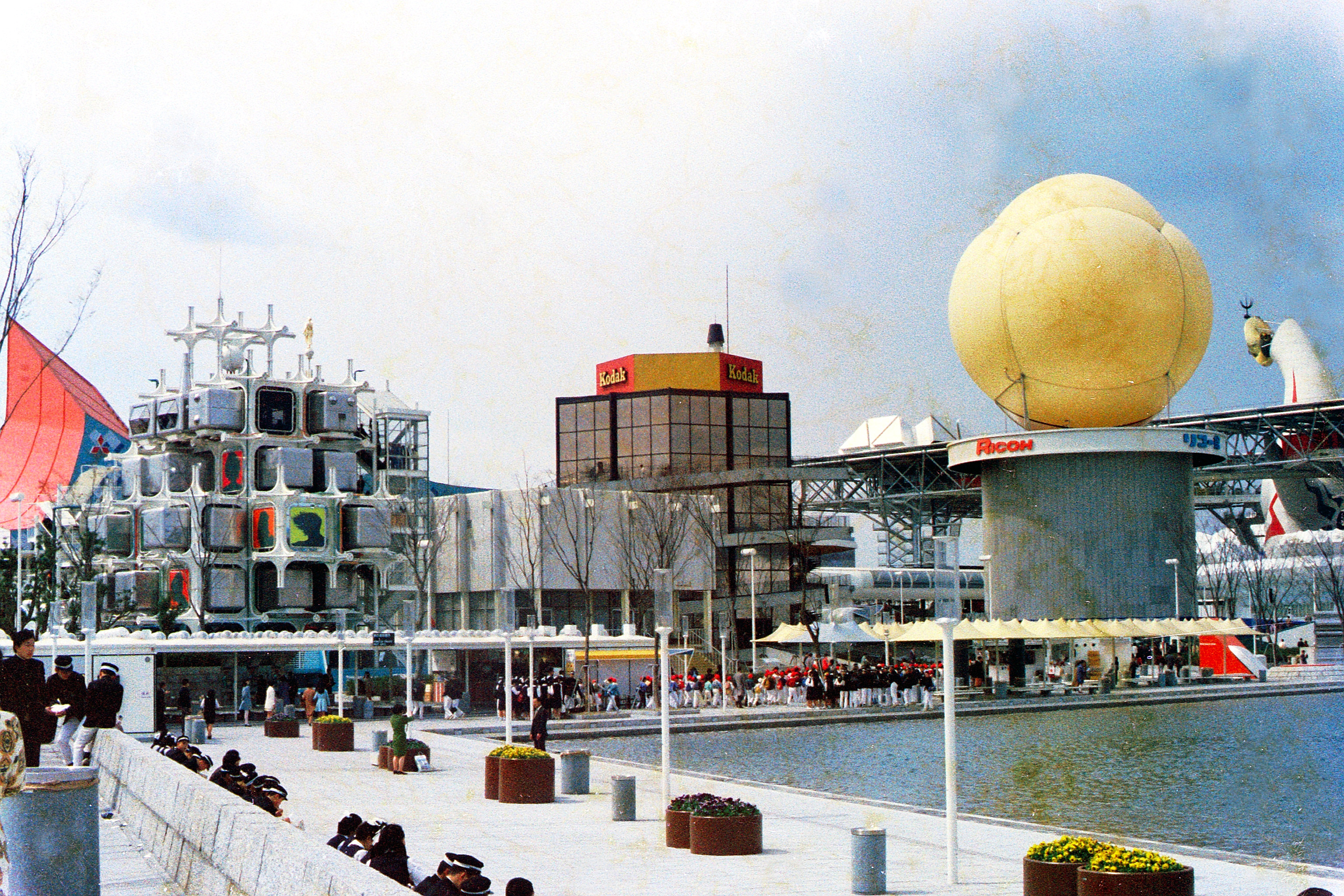
Expo Osaka 1970

L'Expo 1970 (ufficialmente Japanese World and International Exposition Osaka 1970, Esposizione mondiale e internazionale giapponese Osaka 1970, in giapponese 日本万国博覧会?, Nihon bankoku hakuran-kai, o più semplicemente Expo '70), che si svolse nella prefettura di Ōsaka, in Giappone, dal 15 marzo al 13 settembre del 1970, fornì al gruppo metabolista l'opportunità di realizzare strutture temporanee a partire dall'elemento base della capsula dalle connotazioni fortemente futuristiche.

## Nakagin Capsule Tower

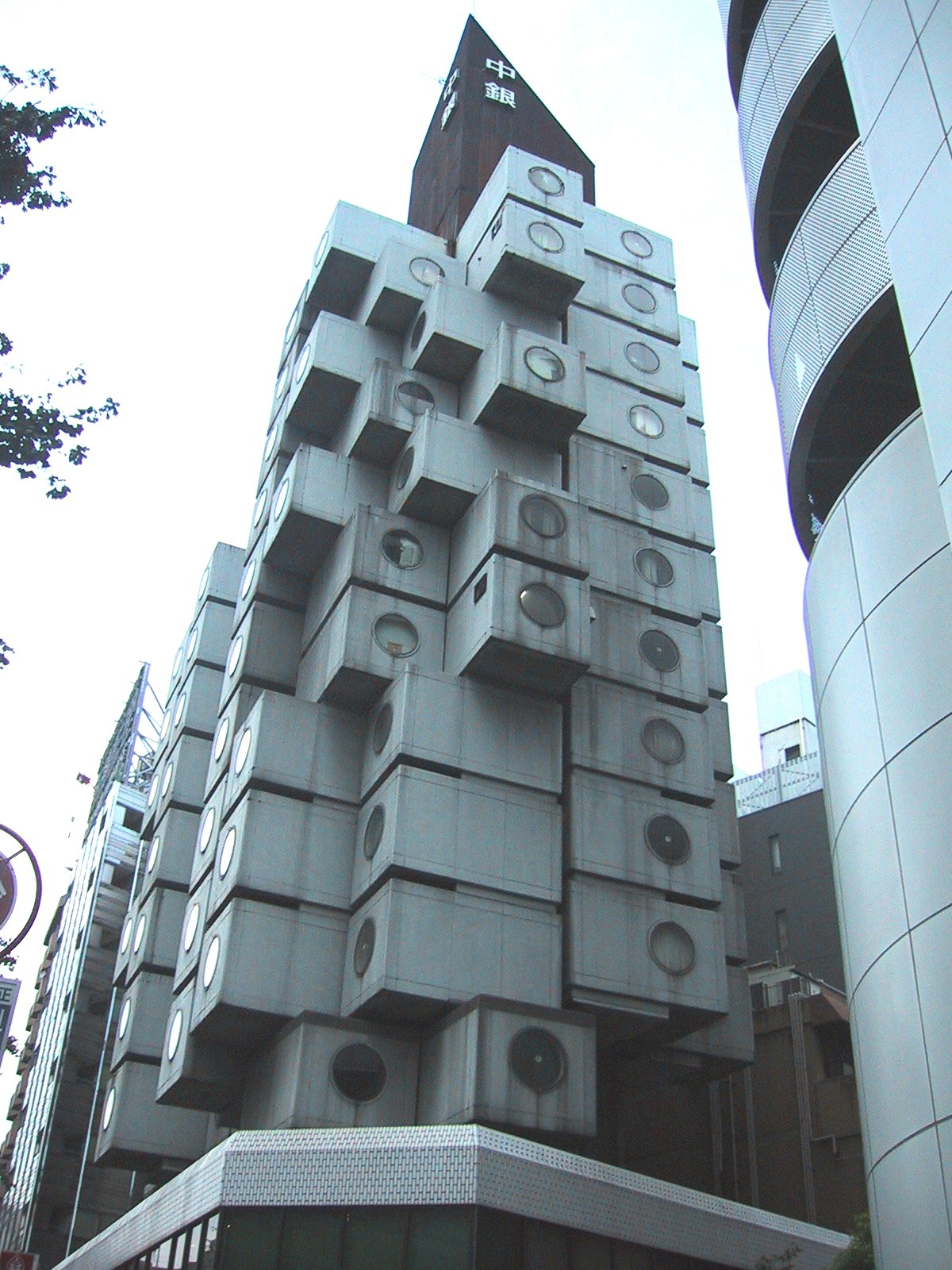
Nakagin Capsule Tower

La Nakagin Capsule Tower (中銀カプセルタワー?, Nakagin Kapuseru Tawā) è il risultato più alto conseguito dalla ricerca architettonica metabolista. Si tratta di un edificio ad uso misto residenziale e commerciale ubicato tra Shimbashi e Ginza a Tokyo, in Giappone, e progettato dall'architetto Kishō Kurokawa. Composto da 140 unità abitative (capsule di 2,5x4x2,1 metri) agganciate a due torri di servizio di 11 e 13 piani adibite a residenze e studi.
Concepita per l’uomo del futuro, con un'esistenza molto impegnata e poco tempo per cucinare e in generale per la vita casalinga, la capsula non ha né cucina né elettrodomestici. Nel 2013 nella torre abitavano circa dieci-quindici persone e la costruzione era già perlopiù abbandonata. Alcune unità erano state "sigillate" con teli di plastica, mentre ad altre era stata rimossa la serratura. Entrando, le si trovava spesso in un avanzato stato di degrado: pareti a pezzi, mensole rotte, muffa e umidità dovute ad infiltrazioni. Il pianterreno e il livello occupato dagli uffici erano in normale funzione mantenendo buone condizioni, mentre le mancate manutenzioni delle capsule hanno comportato un progressivo logoramento.
La struttura è stata in uso fino all'aprile del 2022, giorno in cui è iniziata la sua demolizione, dopo che già a partire dal decennio precedente era iniziato il suo progressivo abbandono. Alcune delle capsule abitative non sono state demolite ma vendute a collezionisti oppure donate a musei d'arte contemporanea.